# HD 142 b
HD 142 b是一颗类似于木星的太阳系外行星，距离大约67光年，位于凤凰座中。它的轨道距离HD 142大约1.045天文单位。